# Cassandro (film)
Cassandro è un film del 2023 diretto da Roger Ross Williams.
La pellicola narra dell'ascesa del wrestler Saúl Armendáriz, in arte Cassandro.

## Trama
Nei primi anni ottanta, il giovane wrestler Saúl Armendáriz attraversa regolarmente il confine con il Messico per lottare in incontri di lucha libre a Ciudad Juárez. La sua carriera come "El Topo" però non gli regala grandi successi, finché la sua nuova allenatrice, Sabrina, gli suggerisce di reinventarsi come exótico. Con il "nome d'arte" di Cassandro, la carriera di Saúl decolla.

## Promozione
Il primo trailer del film è stato pubblicato il 22 agosto 2023.

## Distribuzione
Il film è stato prestentato in anteprima il 20 gennaio 2023 in occasione del Sundance Film Festival. Successivamente è stato presentato in concorso al Telluride Film Festival il 2 settembre 2023. Il 15 settembre dello stesso anno è stato distribuito nelle sale statunitensi in distribuzione limitata, prima di essere reso disponibile sulla piattaforma Prime Video una settimana più tardi, il 20 settembre 2023.